# Sabino Iannuzzi
Mons. Sabino Iannuzzi, O.F.M. (* 24. srpna 1969 Avellino) je italský římskokatolický duchovní, františkán a biskup Castellanety.

## Život
Narodil se 24. srpna 1969 v Avellinu.
Stal se postulantem františkánů kláštera Santa Maria delle Grazie. Dne 23. září 1990 byl uveden do noviciátu v Beneventu. Dne 22. října 1994 složil své věčné sliby. Studoval na Papežské univerzitě Antonianum a později na Katolické univerzitě Nejsvětějšího Srdce. Kněžské svěcení přijal 24. června 1995 z rukou biskupa Antonia Forte. Pobýval v konventu Santa Maria di Loreto v Paduli, v konventu ve Vitulanu a Beneventu. Zastával funkci provinčního animátora, provinčního asistenta Sekulárního františkánského řádu, sekretáře a ekonoma provincie.
Roku 2007 byl zvolen provinčním ministrem Samniumu a Irpinie. O šest let později se stal předsedou Konference provinčních ministrů Itálie a Albánie. Byl rektorem svatyně Pražského Jezulátka v Beneventu.
Dne 5. března 2022 jej papež František jmenoval biskupem Castellanety. Biskupské svěcení přijal 14. května z rukou arcibiskupa Felice Accroccy a spolusvětiteli byli arcibiskup José Rodríguez Carballo a arcibiskup Claudio Maniago. Úřadu se slavnostně ujal 15. června.